# Liste der Stolpersteine in Hamburg-Rönneburg
Die Liste der Stolpersteine in Hamburg-Rönneburg enthält alle Stolpersteine, die im Rahmen des gleichnamigen Kunstprojekts von Gunter Demnig in Hamburg-Rönneburg verlegt wurden. Mit ihnen soll Opfern des Nationalsozialismus gedacht werden, die in Hamburg-Rönneburg lebten und wirkten.
Diese Seite ist Teil der Liste der Stolpersteine in Hamburg, da diese mit insgesamt 7139 (Stand: März 2025) Steinen zu groß würde und deshalb je Stadtteil, in dem Steine verlegt wurden, eine eigene Seite angelegt wurde.
| Adresse           | Person(en)                   | Inschrift                                                                                                   | Bilder | Anmerkung |
| ----------------- | ---------------------------- | --- | ------ | --- |
| Vogteistraße 23 · | Hans Konrad Leipelt          | Hier wohnte Hans Konrad Leipelt Jg. 1921 im Widerstand Weiße Rose hingerichtet 29.1.1945 München-Stadelheim |        | Eintrag auf stolpersteine-hamburg.de Weitere Stolpersteine befinden sich in Hamburg-Rotherbaum und in Hamburg-Wilhelmsburg. |
| Vogteistraße 23 · | Katharina Leipelt geb. Baron | Hier wohnte Dr. Katharina Leipelt geb. Baron Jg. 1892 im Widerstand Weiße Rose tot 9.12.1943 KZ Fuhlsbüttel |        | Eintrag auf stolpersteine-hamburg.de Ein weiterer Stolperstein befindet sich in Hamburg-Wilhelmsburg.                       |